# Леньки
Ле́ньки (рос. Леньки) — село у складі Благовіщенського району Алтайського краю, Росія. Адміністративний центр Леньківської сільської ради.

## Населення
Населення — 3342 особи (2010; 3890 у 2002).
Національний склад (станом на 2002 рік):
- росіяни — 95 %